# Primärsaldo
Der Primärsaldo ist bei öffentlichen Haushalten die Differenz zwischen den Staatseinnahmen (ohne Nettokreditaufnahme) und Staatsausgaben (abzüglich der Zinszahlungen auf die Staatsschulden).

## Allgemeines
Als kameralistische öffentliche Haushalte kommen der Staatshaushalt, die Haushalte der Länder, Gemeinden und Gemeindeverbände in Frage. Deren Haushalte stellen den Einnahmen die Ausgaben gegenüber. Im Regelfall stimmen diese nicht überein, so dass zwischen ihnen eine Differenz besteht, die allgemein als Saldo bezeichnet wird.
Hinter dem Begriff Primärsaldo verbirgt sich die Überlegung, dass Zinszahlungen nicht zu den Kernaufgaben des Staates gehören. Auch Tilgungen als zweiter Bestandteil des Schuldendienstes gehören folglich nicht zu den staatlichen Kernaufgaben, werden in der Fachliteratur jedoch zuweilen zu den regulären Ausgaben hinzugerechnet; es gibt jedoch auch Literaturmeinungen, die auch die Tilgungen vom Primärsaldo ausnehmen. Reichen mithin die Einnahmen aus, um die Kernaufgaben des Staates zu finanzieren, ist der Primärsaldo Null. Der Staat muss in diesem Fall keine Neuverschuldung eingehen, um einen Teil seiner Kernaufgaben zu finanzieren.
Der Primärsaldo ist eine kamerale Haushaltskennzahl und damit auch eine volkswirtschaftliche Kennzahl.

## Berechnung
Ausgangspunkt sind die Einnahmen, die sich vor allem aus Steuern und sonstigen Abgaben zusammensetzen, aber nicht die Einnahmen aus der Nettokreditaufnahme beinhalten. Auch Einnahmen aus Veräußerungen von Staatsvermögen (etwa Privatisierungen) bleiben bei der Ermittlung des Primärsaldos unberücksichtigt.
Der Primärsaldo ergibt sich als Saldo zwischen den Primäreinnahmen und den Primärausgaben:
```
   Steuereinnahmen
   + 
Länderfinanzausgleich

   + sonstige Einnahmen
   = Primäreinnahmen
```

```
   
Personalausgaben

   + 
Sozialleistungen

   + sonstige konsumtive Ausgaben
   + 
Investitionen

   + Tilgungsausgaben an 
öffentliche Verwaltungen

   + sonstige Ausgaben
   = Primärausgaben
```

Stellt man den Primäreinnahmen die Primärausgaben gegenüber, so ergibt sich der Primärsaldo:
```
   Primäreinnahmen
   - Primärausgaben
   = Primärsaldo
```

Aufbauend auf den Primäreinnahmen ergeben sich die Gesamteinnahmen:
```
   Primäreinnahmen
   + Vermögensveräußerungen
   + Nettokreditaufnahmen
   + Rücklagenentnahmen
   = Gesamteinnahmen
```

Aufbauend auf den Primärausgaben ergeben sich die Gesamtausgaben
```
   Primärausgaben
   + Zinsausgaben
   + Tilgungen
   + Rücklagenzuführungen
   = Gesamtausgaben
```

Stellt man den Gesamteinnahmen (Staatseinnahmen) die Gesamtausgaben (Staatsausgaben) gegenüber, so ergibt sich der Haushaltssaldo.

## Arten
Der Primärsaldo ({\displaystyle PS}) ist die Differenz aus den Einnahmen {\displaystyle E} (ohne Krediteinnahmen) und den Ausgaben {\displaystyle G} (ohne Zinsausgaben).
{\displaystyle {\text{PS}}={\text{E}}-{\text{G}}}.
Da die Einnahmen nur zufällig mit den Ausgaben übereinstimmen können, bleibt ein Saldo als Differenzgröße übrig. Dabei unterscheidet man beim Primärsaldo zwischen einem Primärüberschuss und einem Primärdefizit. Ein Primärüberschuss liegt vor, wenn die Primäreinnahmen höher sind als die Primärausgaben:
{\displaystyle {\text{Primärüberschuss}}={\text{Primäreinnahmen}}>{\text{Primärausgaben}}}.
Ein Primärüberschuss ermöglicht die Zahlung von Zinsen und Tilgungen für die aufgenommenen Schulden. Von einem Primärdefizit wird gesprochen, wenn die Primärausgaben höher sind als die Primäreinnahmen:
{\displaystyle {\text{Primärdefizit}}={\text{Primäreinnahmen}}<{\text{Primärausgaben}}}.
Bei einem Primärdefizit muss der Staat nicht nur Neukredite aufnehmen, um seine Kernaufgaben erfüllen zu können, sondern er muss zudem auch Neukredite aufnehmen, um seinen Schuldendienst für die bestehenden Schulden zu finanzieren.
Ein positiver Primärsaldo (Primärüberschuss) bedeutet, dass die Einnahmen ausreichen, um die Kernaufgaben zu finanzieren und darüber hinaus noch ein Teil der Zinsausgaben gedeckt werden kann. Ein negativer Primärsaldo (Primärdefizit) dagegen zeigt an, dass die Einnahmen nicht ausreichen, um die Kernaufgaben zu finanzieren. Für diesen verbleibenden Teil und zur Finanzierung des Zinsendienstes ist eine Kreditaufnahme notwendig.
Ein struktureller (auch: zyklisch adjustierter) Primärsaldo entsteht durch Bereinigung des Primärsaldos um konjunkturelle Effekte. Die OECD und Eurostat bereinigen Primärsalden darüber hinaus um sogenannte Einmaleffekte. Im Gegensatz zu Primärsalden und Finanzierungssalden handelt es sich bei strukturellen bzw. bereinigten Primärsalden nicht um tatsächliche, sondern um hypothetische Salden, deren Werte vom angenommenen Konjunkturmodell abhängen. Während einer Rezession ist der strukturelle Primärsaldo größer als der Primärsaldo und dieser wiederum (wegen der Zinsen) größer als der Finanzierungssaldo. Bereinigte Primärsalden stellen die wirtschaftliche Lage noch günstiger dar.
In Medienberichten werden die Begriffe oft nicht scharf unterschieden, was sich die Politik zunutze machen kann: Im Jahre 2013 betrug der Finanzierungssaldo Griechenlands −23 Mrd. Euro. Bei Zinsausgaben von 7 Mrd. Euro entsprach das einem Primärsaldo von −16 Mrd. Euro. Die Europäische Kommission veröffentlichte jedoch einen „bereinigten“ Primärsaldo von +1,5 Mrd. Euro (alle Werte gerundet) mit dem Argument, dass dieser die strukturelle Budgetsituation besser wiedergebe. Dieser erfreuliche Primärüberschuss fand sodann seinen Weg in die Medien und wurde von einem Sprecher mit folgenden Worten kommentiert: „Dies spiegelt den bemerkenswerten Fortschritt wieder, den Griechenland beim Reparieren seiner öffentlichen Finanzen seit 2010 gemacht hat.“

## Zweck
Internationale Organisationen wie die OECD oder der IWF verwenden den Primärsaldo zur Beurteilung der Schuldentragfähigkeit öffentlicher Haushalte. Ein verschuldeter Staat muss auf Dauer ausreichende Primärüberschüsse erwirtschaften, weil er sonst zahlungsunfähig wird. Zahlungsunfähigkeit tritt allerdings nicht ein, wenn eine Zentralbank die Staatsanleihen unbegrenzt aufkauft (monetäre Staatsfinanzierung).
Die Erwirtschaftung ausreichend hoher Primärüberschüsse ist ein zentraler Streitpunkt in der griechischen Staatsschuldenkrise. Darüber hinaus hängt die Stärke der Verhandlungsmacht Griechenlands bzw. seiner Gläubiger entscheidend vom Primärsaldo ab.

## Primärsaldo im Finanzausgleich
Im Rahmen des Finanzausgleichs wird der Primärsaldo eines Gliedstaates als der um die Transferleistungen zwischen den Gliedstaaten und die Zuwendungen durch den Bundesstaat bereinigte Saldo des Länderhaushaltes verstanden. Der Primärsaldo definiert sich hierbei als Differenz zwischen Primärausgaben und Primäreinnahmen. Primäreinnahmen sind in diesem Sinne die Einnahmen ohne Privatisierungen und Verstaatlichungen (theoretisch auch ohne Zinsüberschüsse). Die Primärausgaben sind die Ausgaben ohne Transferleistungen von außen und Zinszahlungen.

## Wirtschaftliche Aspekte
Der Primärsaldo ist eine volkswirtschaftliche Kennzahl, die Hinweise auf die Haushaltsdisziplin liefern kann. Sie zeigt, inwieweit im öffentlichen Haushalt die Primäreinnahmen zur Deckung der Primärausgaben ausreichen. Ist der Nominalzins für die öffentliche Verschuldung höher als die Zuwachsrate des nominalen Bruttoinlandsprodukts, müssen die öffentlichen Haushalte beträchtliche Primärüberschüsse erzielen, wenn ein weiterer Anstieg der Staatsschuldenquoten und eine weitere Einengung zukünftiger Haushaltsspielräume verhindert werden soll.
Aussagekräftiger ist jedoch die Primärsaldenquote, die den Primärsaldo in Beziehung zum Bruttoinlandsprodukt (BIP) setzt:
{\displaystyle {\text{Primärsaldenquote}}={\frac {\text{Primärsaldo}}{\text{Bruttoinlandsprodukt}}}\cdot 100\,\%}.
Diese Primärsaldenquote hängt vor allem vom Zinsniveau und der Wachstumsrate des BIP bzw. von der Differenz beider ab. Steigt das Zinsniveau stärker als die BIP-Wachstumsrate, verschlechtert sich die Primärsaldenquote und umgekehrt. Mit ihr lässt sich sowohl die zeitliche Veränderung der Haushaltsdisziplin in einem Staat als auch ein internationaler Vergleich herstellen.
Der Primärsaldo ist vergleichbar mit dem Unternehmensgewinn vor Zinsen, Steuern und Abschreibungen (betriebswirtschaftliche Kennzahl: EBITDA).

## International
Eurostat berechnet den Primärsaldo für alle EU-Mitgliedstaaten einheitlich wie folgt:
```
   Staatseinnahmen
   - Staatsausgaben
   = Saldo nach dem 
Maastricht-Vertrag

   + Zinsausgaben
   = Primärsaldo
```

Im Jahre 2015 wies Deutschland mit 2,3 % des BIP die höchste positive Primärsaldenquote aller EU-Mitgliedstaaten auf, gefolgt von Zypern (1,8 %), Luxemburg/Italien/Ungarn (je 1,6 %), Litauen (1,3 %) oder Österreich (1,2 %). Die höchsten negativen Primärsaldenquoten gab es in Griechenland (- 3,4 %), Großbritannien (- 2,1 %), Spanien (- 2,0 %) oder Frankreich/Finnland (je - 1,5 %). Lettland beispielsweise wies 2015 eine negative Finanzierungssaldoquote von 1,3 % und gleichzeitig eine Zinsausgabenquote von + 1,3 % auf, so dass die Primärsaldenquote „null“ betrug. Damit konnte das Land nicht nur seine Kernausgaben bestreiten, sondern auch Kreditzinsen bezahlen.